# Phrynium paniculatum
Phrynium paniculatum är en strimbladsväxtart som beskrevs av Nambiyath Puthansurayil Balakrishnan. Phrynium paniculatum ingår i släktet Phrynium och familjen strimbladsväxter.
Artens utbredningsområde är Nicobarerna. Inga underarter finns listade.